# Leon Spinks
Leon Spinks (St. Louis, 11 de julho de 1953 – Henderson, 5 de fevereiro de 2021) foi um pugilista norte-americano. Conquistou a medalha de ouro nos Jogos Olímpicos de 1976. Foi campeão mundial dos pesos pesados pela Associação Mundial de Boxe entre 15 de fevereiro de 1978 e 15 de setembro do mesmo ano, tendo conquistado o título com uma vitória por pontos sobre Muhammad Ali, e perdido a honraria a ser derrotado igualmente por Muhammad, também por pontos. 
A derrotar Ali, Spinks também venceu o título do Conselho Mundial de Boxe, mas este foi retirado em 15 de fevereiro de 1978, pois Spinks recusou-se a defender este título ante o pugilista Ken Norton.
Ele é irmão mais velho de Michael Spinks, que também foi campeão mundial de boxe dos pesos pesados.
Morreu em 5 de fevereiro de 2021 em um hospital de Henderson, aos 67 anos de idade, devido a um câncer de próstata.